# 天仙子 (植物)
天仙子又名莨菪，旧称菲沃斯，为茄科植物。其种加词意为“黑色的”。

## 形态
一年生或二年生有毒草本植物，全株有粘性腺毛，有特殊臭味。卵状披针形基生叶丛生，椭圆形茎生叶互生，边缘有疏齿；夏季开黄色漏斗形花，有紫色网状脉纹，单生叶腋，集于茎或枝端；蒴果包藏于增大的宿存萼内，盖状开裂。

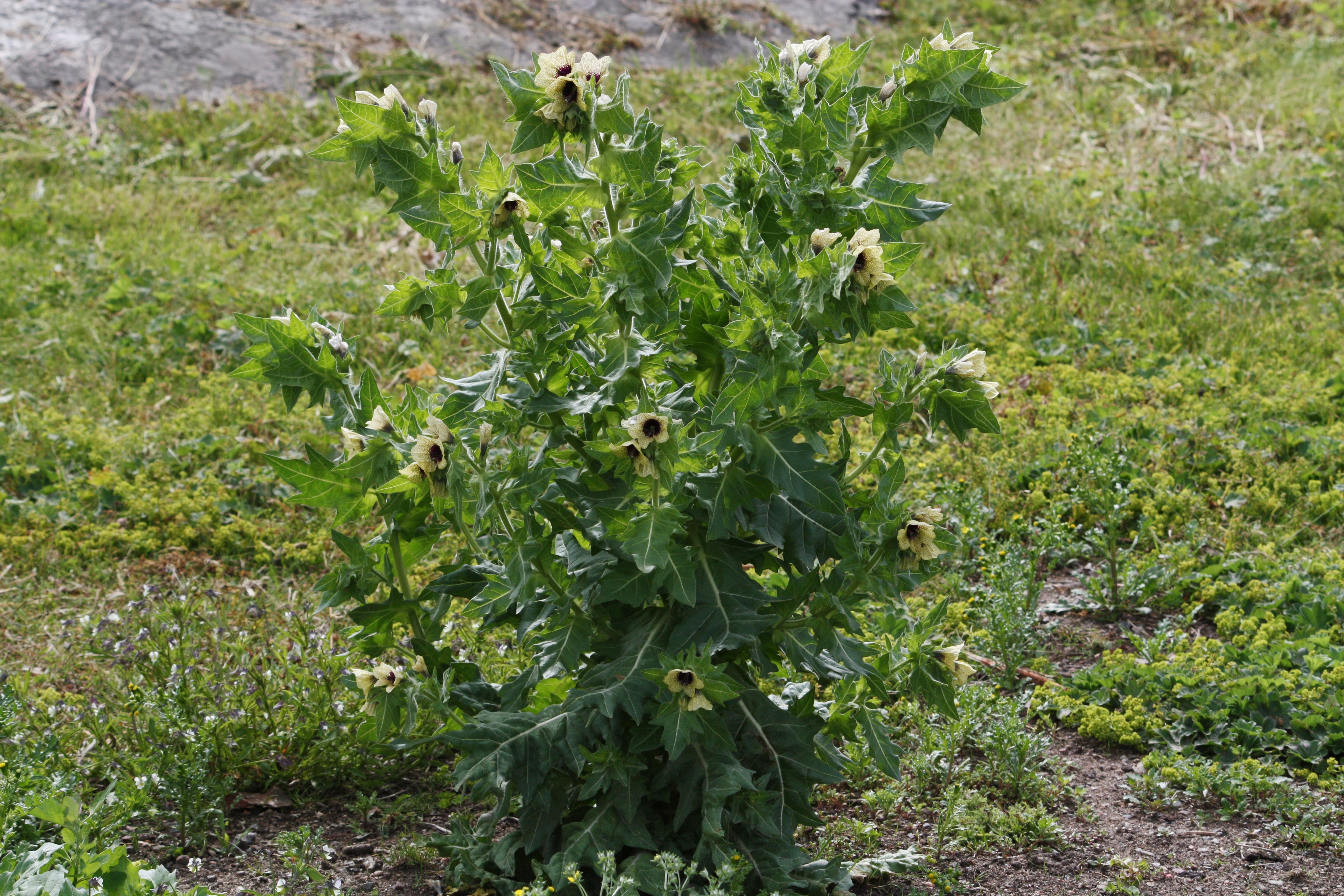
植株
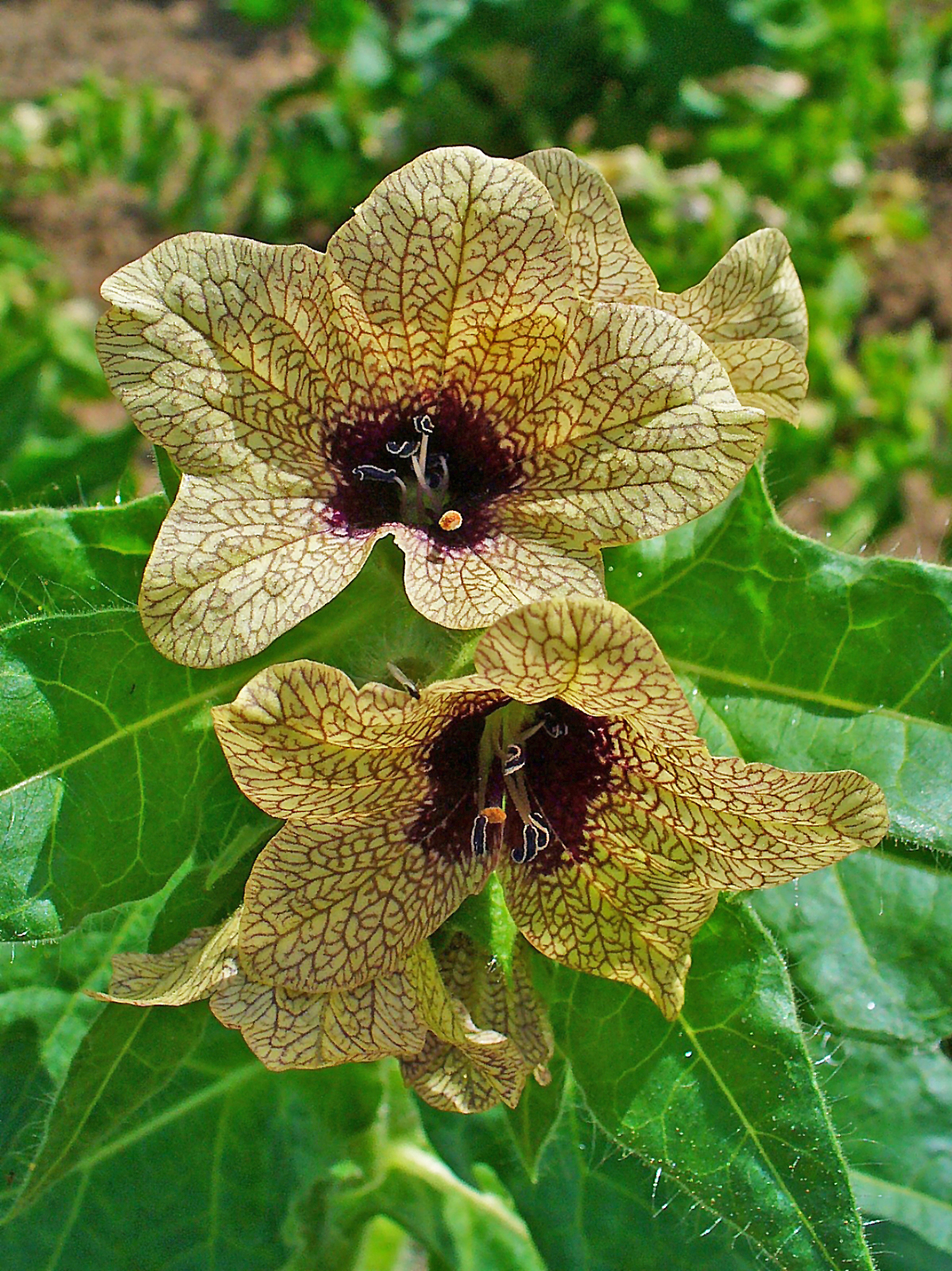
花
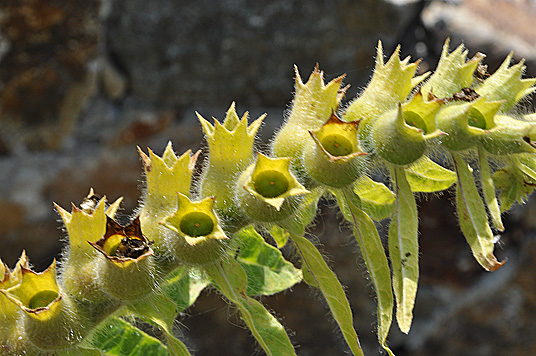
果
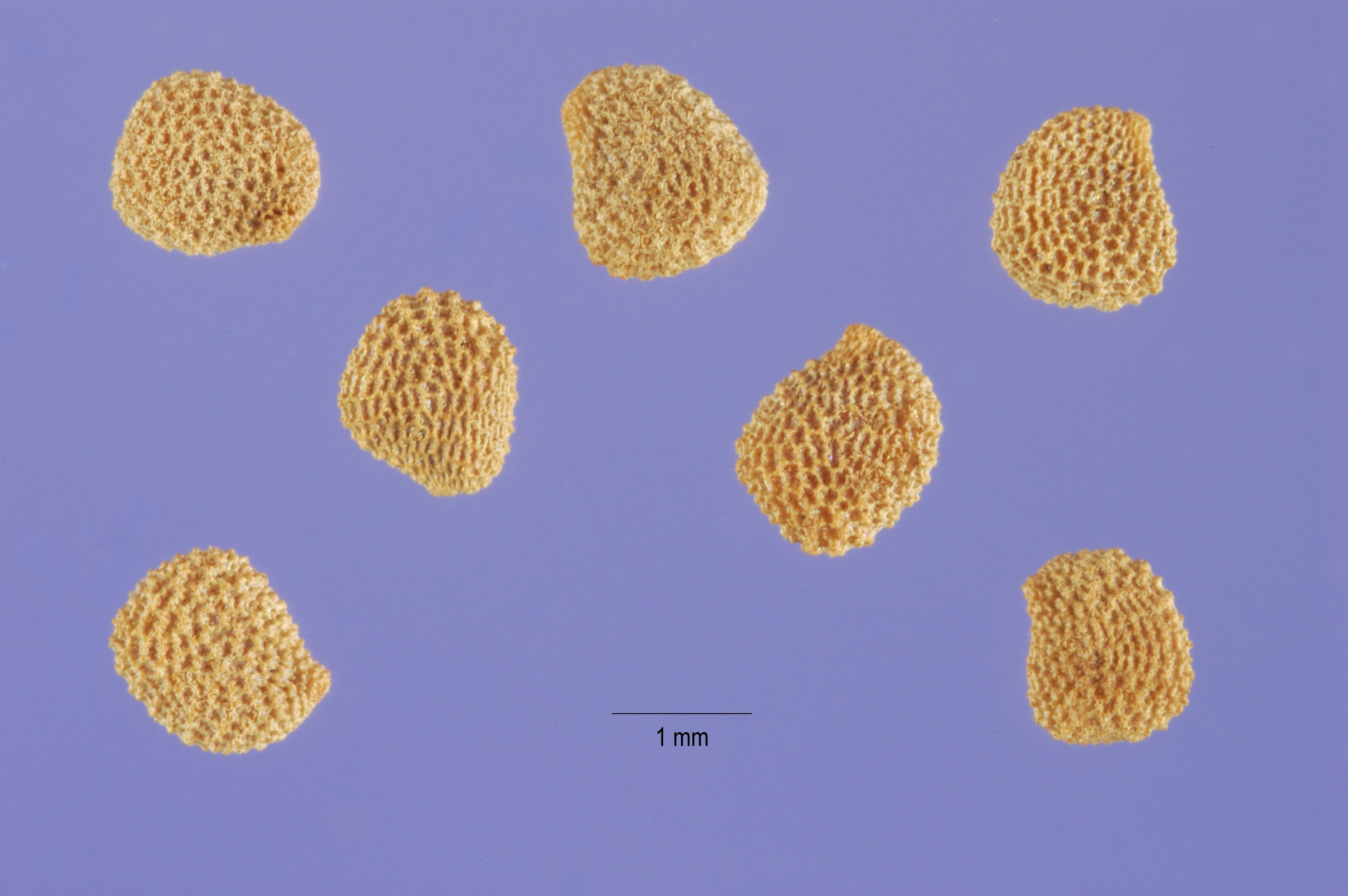
種子
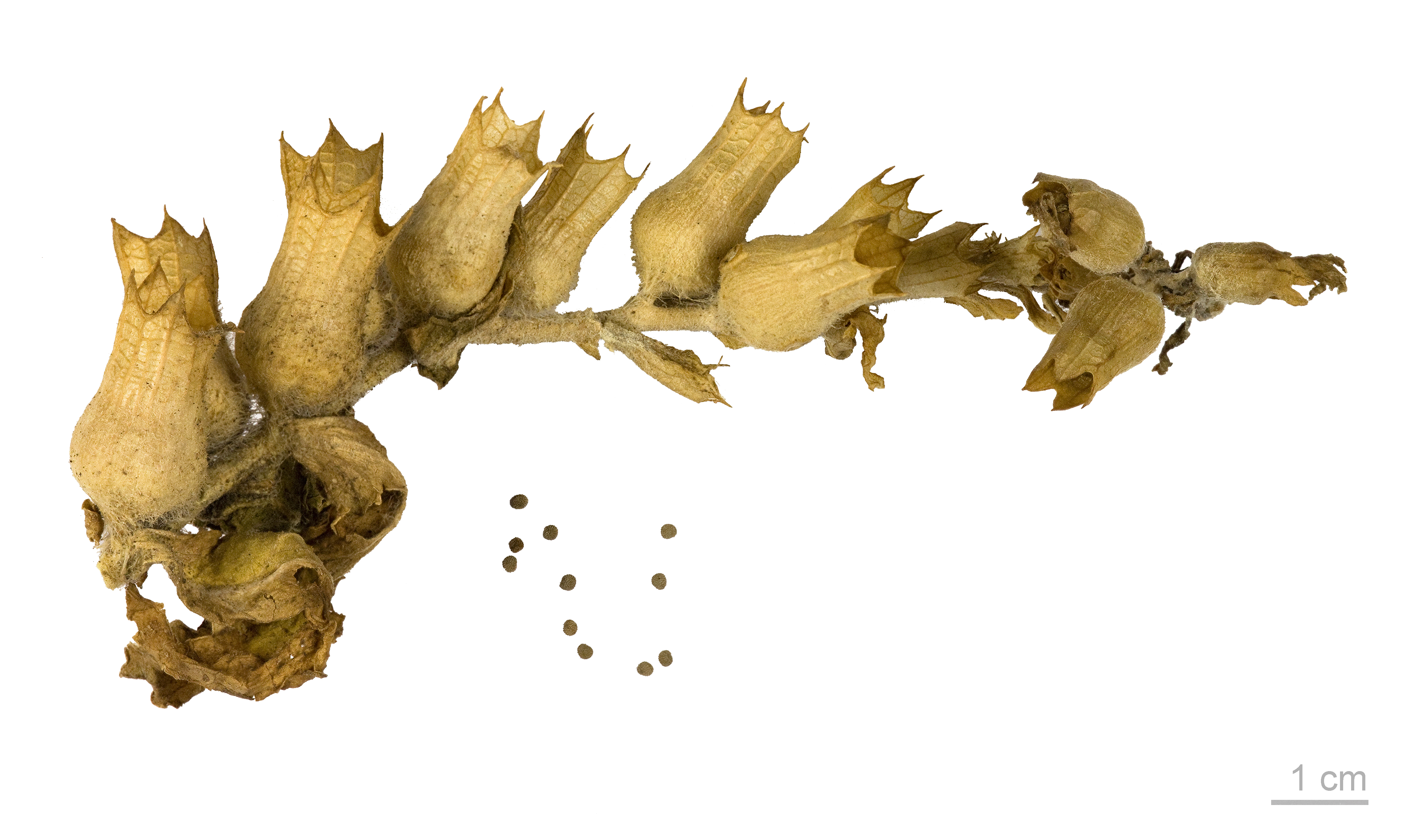
Hyoscyamus niger

## 分布
产于欧洲、亚洲和美洲各地；野生于中国东北、河北、甘肃等地。

## 药用
天仙子的叶子和种子供药用，主要含莨菪碱和阿托品等成份，有镇痉，止痛的效用。主治胃痛、神经經疼、气喘、杀虫等症。生天仙子是香港政府规管剧毒中药。

## 外部連結
- 茛菪 Langdang （页面存档备份，存于） 藥用植物圖像數據庫 (香港浸會大學中醫藥學院) （中文）（英文）
- 天仙子 中藥材圖像數據庫  (香港浸會大學中醫藥學院) （中文）（英文）
- 天仙子 Tian Xian Zi （页面存档备份，存于） 中藥標本數據庫 (香港浸會大學中醫藥學院) （繁體中文）（英文）
- 生天仙子 Sheng Tian Xian Zi （页面存档备份，存于） 中藥標本數據庫 (香港浸會大學中醫藥學院) （繁體中文）（英文）
- L-天仙子胺 L-hyoscyamine （页面存档备份，存于） 中草藥化學圖像數據庫 (香港浸會大學中醫藥學院) （中文）（英文）

## 延伸阅读
[在维基数据编辑]
 《欽定古今圖書集成·博物彙編·草木典·莨菪部》，出自陈梦雷《古今圖書集成》
 《植物名實圖考·莨菪》，出自吳其濬《植物名實圖考》